# Přední Jestřábí
Přední Jestřábí (německy Geiersberg nebo Geierssteine) je vrchol v České republice ležící v severovýchodní části Medvědské hornatiny v Hrubém Jeseníku.

## Poloha
Vrch Přední Jestřábí se nachází asi 2 kilometry jižně od osady Rejvíz a asi 7,5 kilometru východně od města Jeseník. Jedná se o výrazný vrchol ve východním zakončení asi pětikilometrového hřebenu, který ale není pro své okolí příliš dominantní díky blízkému jižně se nacházejícímu masívu Orlíku. Kromě západní strany, kde se nachází sedlo v rámci pokračujícího hřebenu jsou všechny svahy poměrně prudké.

## Vodstvo
Pod severním svahem vrchu se nachází rozsáhlé rejvízské rašeliniště s Malým a Velkým mechovým jezírkem, které z větší části odvodňuje potok, který se pod východní stranou vrchu zleva vlévá do Černé Opavy přitékající od jižního svahu. Pod severozápadním svahem se nachází přírodní zajímavost tzv. Bublavý pramen, jehož voda odtéká směrem k rašeliništi.

## Vegetace
Prakticky celý vrch je souvisle zalesněn, vyskytující se paseky jsou malých rozměrů. Nenacházejí se zde žádné významnější stavby.

## Komunikace a turistické trasy
Lesní cesta horší kvality přichází na vrchol Předního Jestřábího ze západního sedla. Na vrcholu se mění v pouhý špatně schůdný průsek a klesá severovýchodním směrem. Severozápadním svahem prochází ze sedla k Bublavému prameni pěšina se žlutě značenou turistickou trasou KČT 7804 ze Švýcárny na Rejvíz.